# Dichrometra stylifer
Dichrometra stylifer is een haarster uit de familie Mariametridae.
De wetenschappelijke naam van de soort werd in 1907 gepubliceerd door Austin Hobart Clark.